# Kamieńskie
Kamieńskie (ukr. Кам'янське, Kamjanśke), w latach 1936–2016 Dnieprodzierżyńsk (ukr. Дніпродзержинськ, Dniprodzerżynśk) – miasto na Ukrainie, w obwodzie dniepropetrowskim, nad Dnieprem. 1 stycznia 2022 liczyło 226 845 mieszkańców.
Ośrodek hutnictwa żelaza, przemysłu taboru kolejowego (wagony), chemicznego, materiałów budowlanych. Działa tu także elektrownia wodna o mocy 352 MW.

## Historia

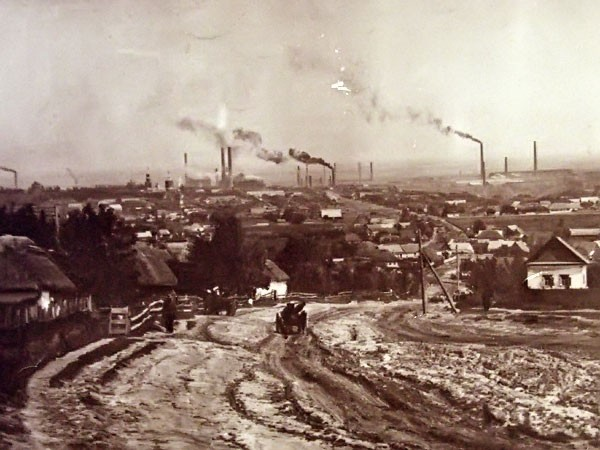
Zakłady metalurgiczne na przełomie XIX i XX wieku

Początkowo na miejscu dzisiejszego miasta znajdowała się wieś Kamieńskie (pierwsza wzmianka w 1750 roku), na terenie której w połowie XIX wieku powstały zakłady hutnicze. Do rangi jednej z największych firm metalurgicznych Rosji rozbudował je polski przedsiębiorca Ignacy Jasiukowicz, będący w latach 1888–1914 dyrektorem Południowo-Rosyjskiego Dnieprowskiego Towarzystwa Metalurgicznego z siedzibą w Kamieńskiem.
W 1926 roku Kamieńskie otrzymało prawa miejskie. W 1936 roku nazwa miasta została zmieniona na Dnieprodzierżyńsk na cześć działacza socjaldemokratycznego i komunistycznego, Feliksa Dzierżyńskiego. Oryginalna nazwa została przywrócona w 2016 roku. W 1979 miała tu miejsce katastrofa lotnicza, w której zginęło 178 osób, a w 1996 katastrofa tramwajowa, w wyniku której zginęły 34 osoby.
W związku z przemysłem metalurgicznym Dnieprodzierżyńsk miał w okresie radzieckim bardzo zanieczyszczone powietrze. W latach 70. poczyniono starania zmierzające do ograniczenia wydzielania toksycznych substancji, wysiedlono też część mieszkańców z najbardziej zanieczyszczonych, przyzakładowych terenów. Działania te nie przyniosły pełnych skutków i jeszcze w 1988 roku miasto znajdywało się na oficjalnej liście najbardziej zanieczyszczonych w ZSRR, z normami dwutlenku azotu, amoniaku, formaldehydu, benzenu i pyłu przekroczonymi ponad pięciokrotnie. Emisja zanieczyszczeń spadła znacznie w wyniku zamknięcia zakładów po rozpadzie ZSRR.

## Zabytki
- Pomnik Prometeusza – symbol miasta
- Sobór św. Mikołaja w stylu bizantyjsko-rosyjskim z 1894 roku (prawosławny)
- Kościół św. Mikołaja w stylu neogotyckim z 1897 roku (rzymskokatolicki)

## Transport
W mieście znajdują się stacja kolejowa Kamieńskie oraz port rzeczny. Kursuje tu komunikacja tramwajowa.

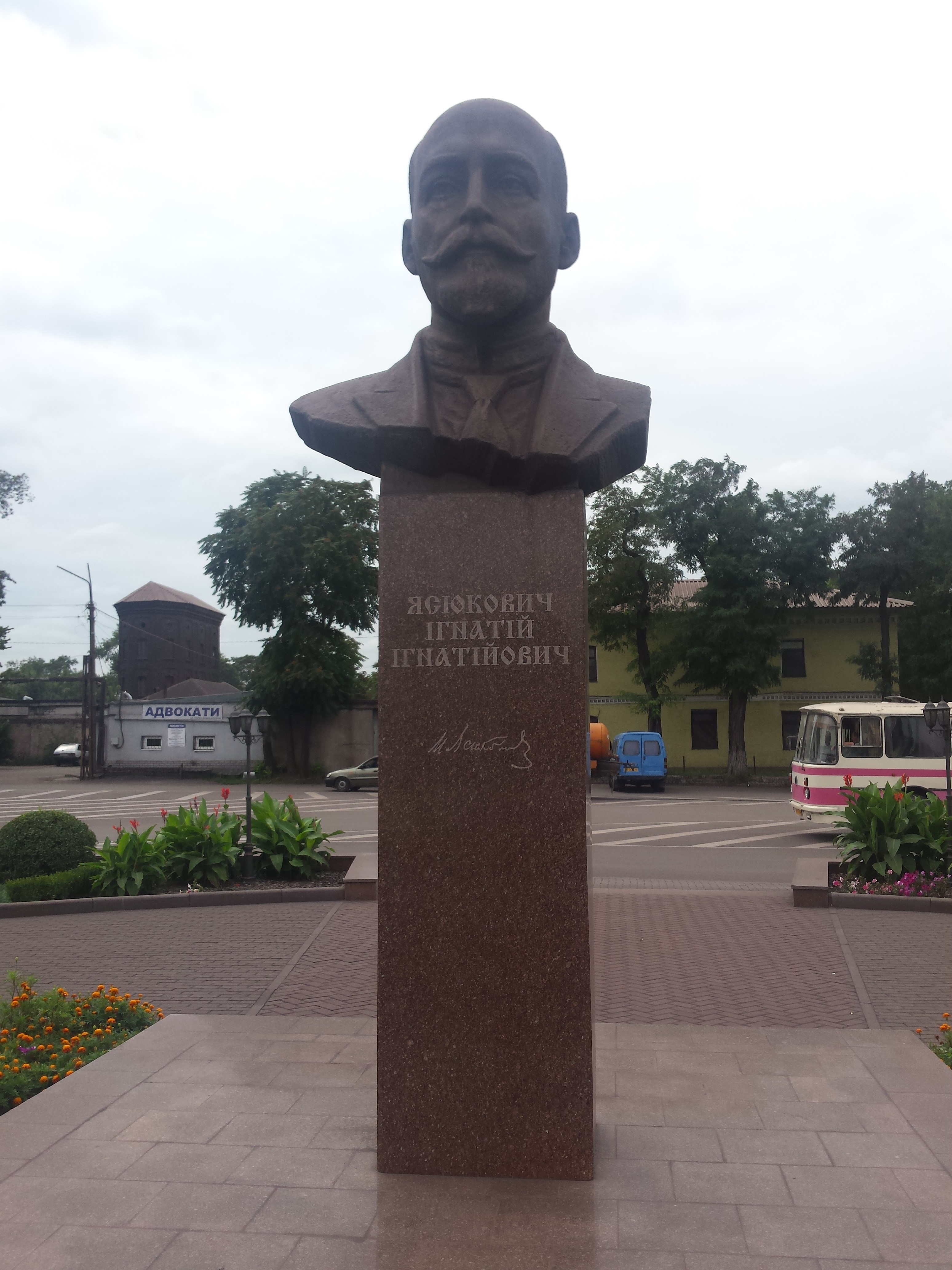
Popiersie Ignacego Jasiukowicza
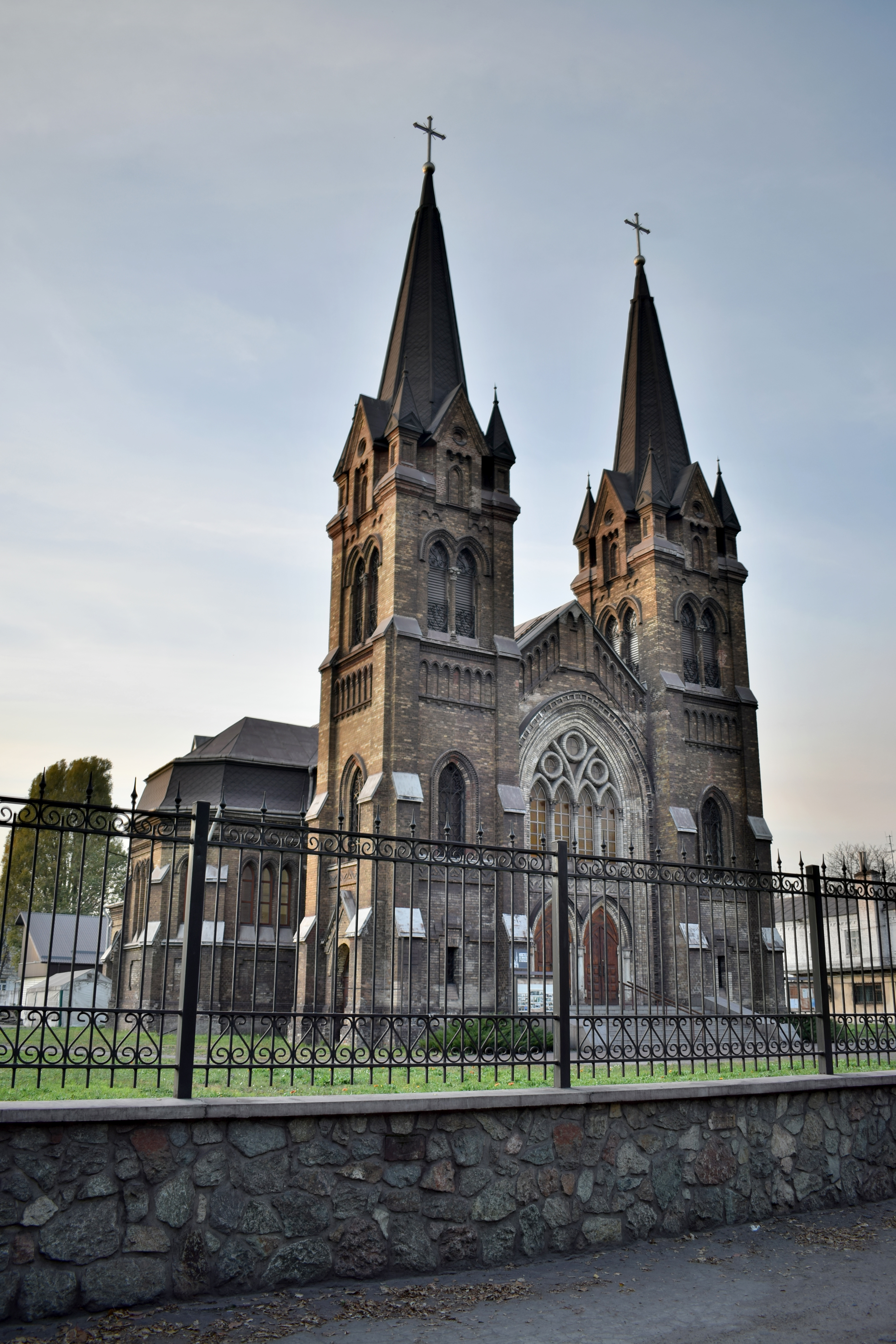
Kościół św. Mikołaja
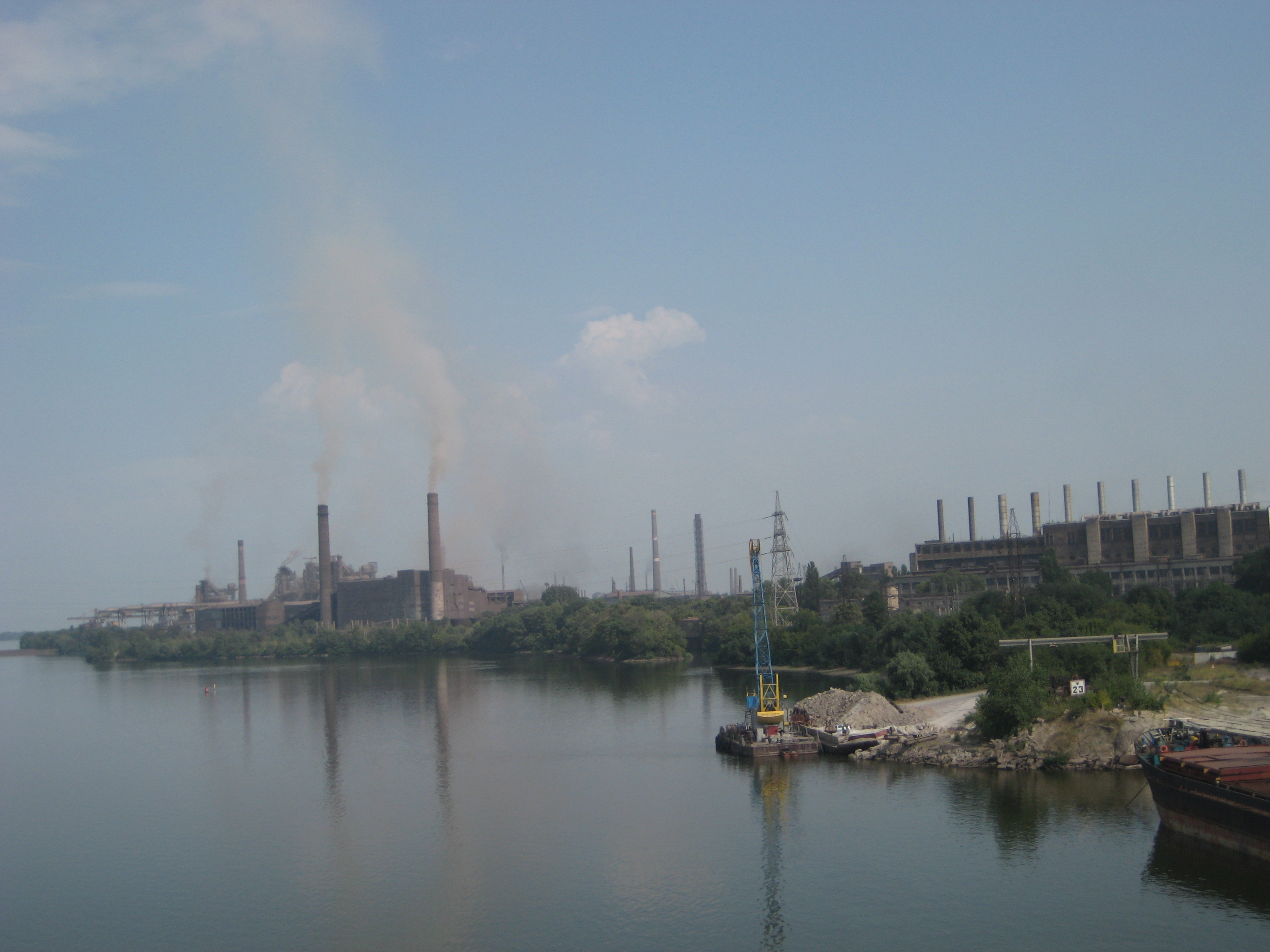
Dnieprzański kombinat metalurgiczny
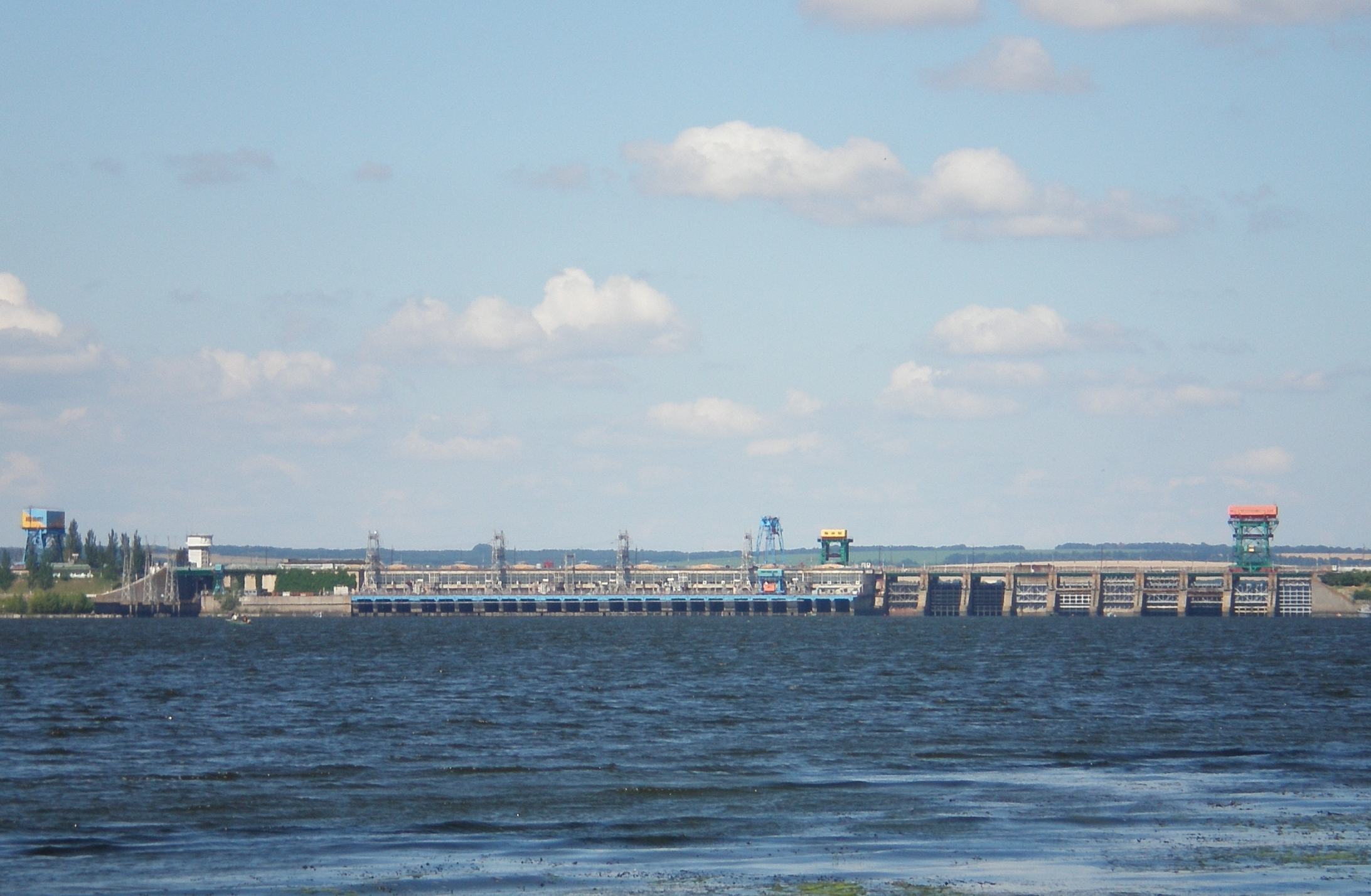
Elektrownia wodna Dnieprodzierżyńska
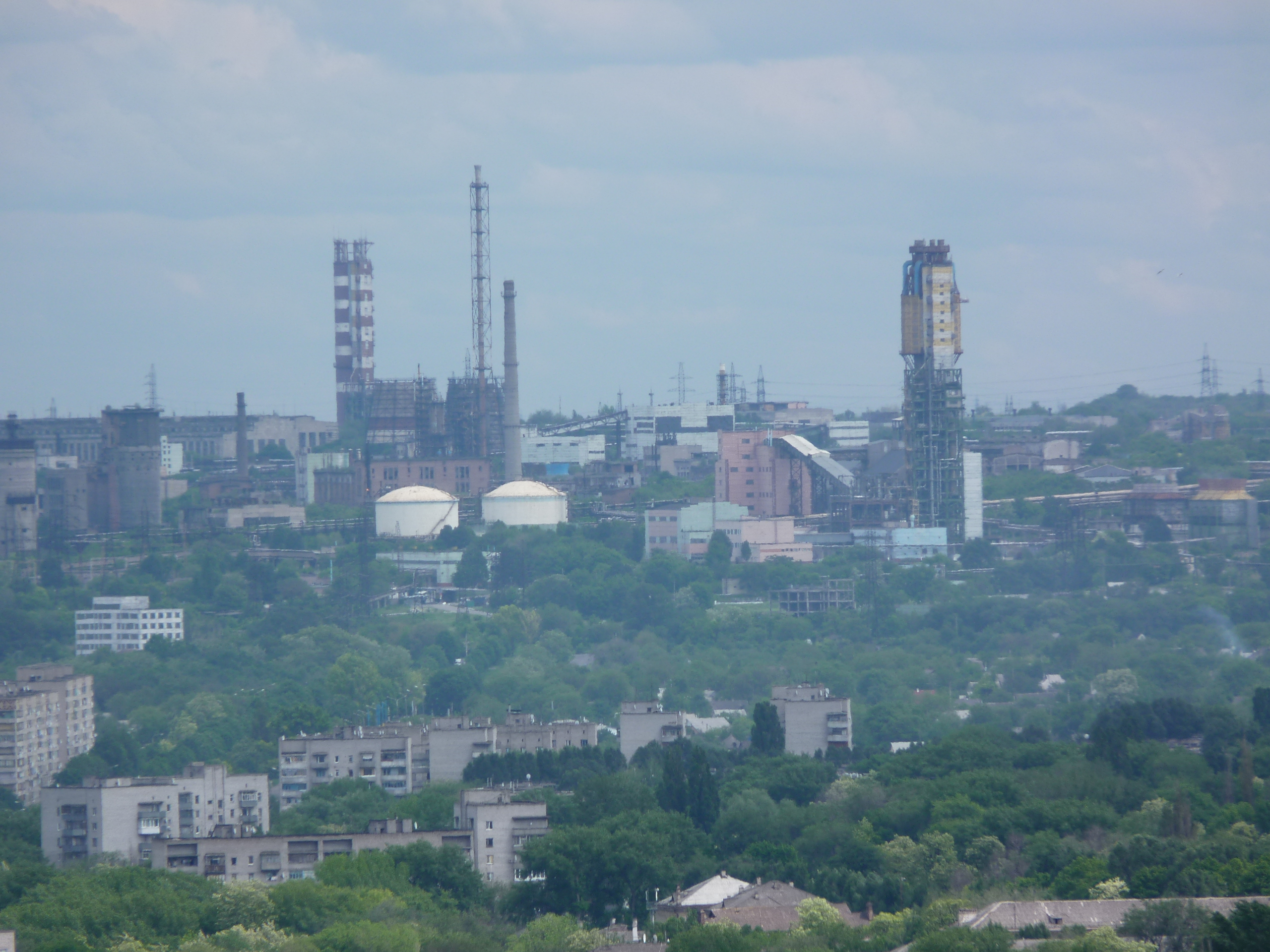
Zakłady azotowe
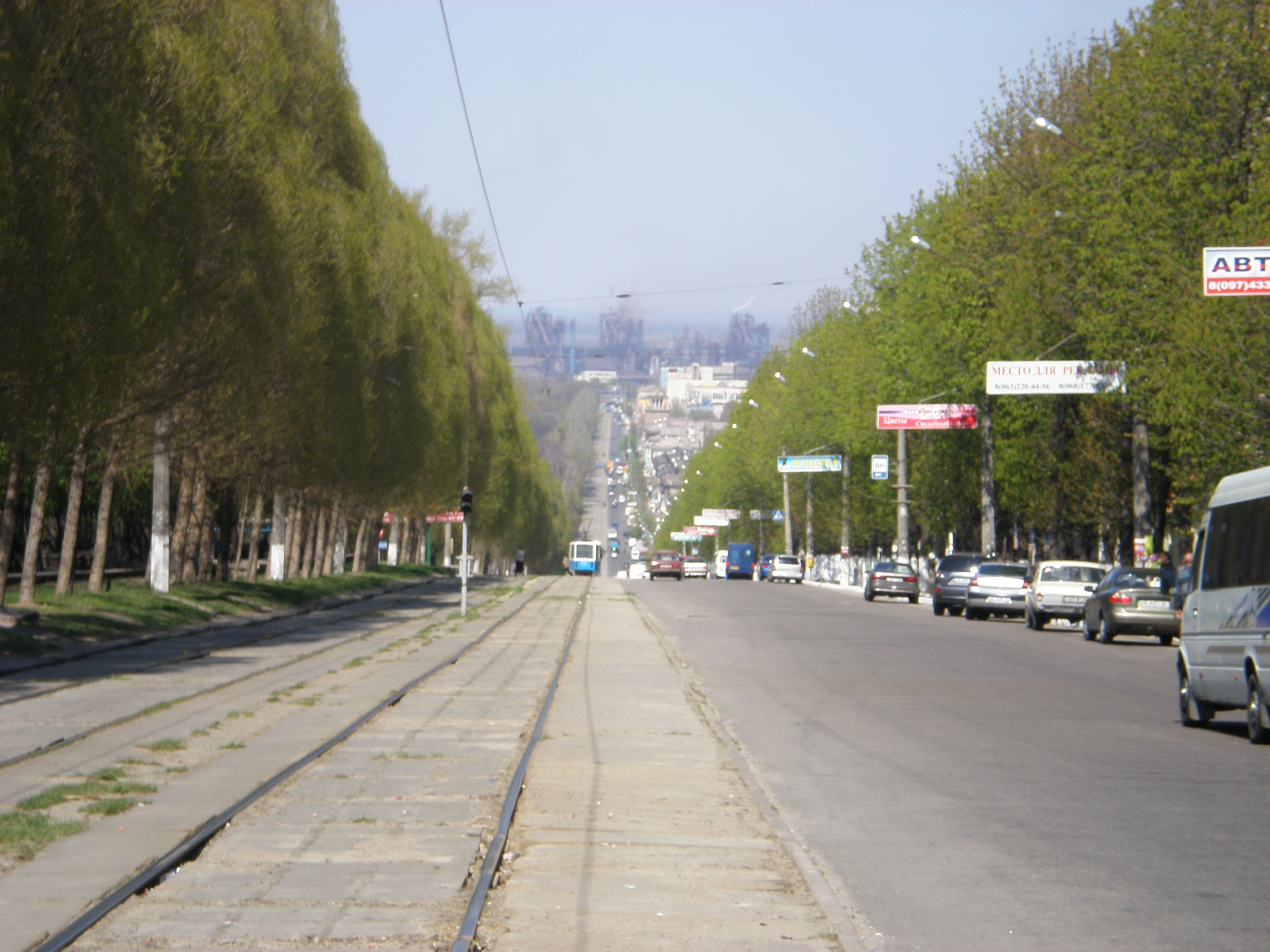
Prospekt Swobody

## Placówki kulturalne
- Muzeum Historii Miasta
- Akademicki Teatr Muzyczno-Dramatyczny
- Biblioteka miejska
- Kinoteatr im. T. Szewczenki

## Sport
W mieście siedzibę ma klub piłkarski Stal Kamieńskie, występujący w sezonie 2016/17 w ukraińskiej Premier-lidze.

## Miasta partnerskie
- Karaganda
- Kielce
- Bobrujsk
- Ałczewsk

## Ludzie urodzeni w mieście
- Hennadij Boholubow – ukraiński biznesmen
- Leonid Breżniew – przywódca ZSRR
- Wiera Brieżniewa – ukraińska piosenkarka i prezenterka telewizyjna
- Tadeusz Dmoszyński – polski pilot wojskowy i cywilny
- Dmytro Jarosz – ukraiński działacz nacjonalistyczny
- Artem Kraweć – ukraiński piłkarz
- Wiktor Kuznecow – ukraiński piłkarz
- Hennadij Łytowczenko – ukraiński piłkarz
- Illa Marczenko – ukraiński tenisista
- Artemiusz (Snigur) – rosyjski biskup prawosławny
- Witalij Wackewycz – ukraiński piłkarz
- Ołeksandr Worobjow – ukraiński gimnastyk